# M Clan
M Clan, parfois stylisé M-Clan, est un groupe de rock espagnol, originaire de Murcie. Il se compose de Carlos Tarque (voix) et Ricardo Ruipérez (guitare). Dans leur dernier album, ils étaient accompagnés par Iván González (basse), Coki Giménez (batterie) et Prisco (guitare).
Les membres du groupe incluent aussi : Santiago Campillo (guitare), qui a fait partie de M Clan depuis ses débuts jusqu'à la fin de 2001, Juan Antonio Otero (Oti) (batterie, membre original, jusqu'en 2010), Pascual Saura (basse, membre d'origine, jusqu'en 2010) et Alejandro Climent (Boli) (claviers, de Defectos personales jusqu'en 2010), Carlos Raya (guitare), et Íñigo Uribe (membre original, claviers, deux albums avec le groupe), qui a été le premier à quitter la formation initiale.

## Biographie

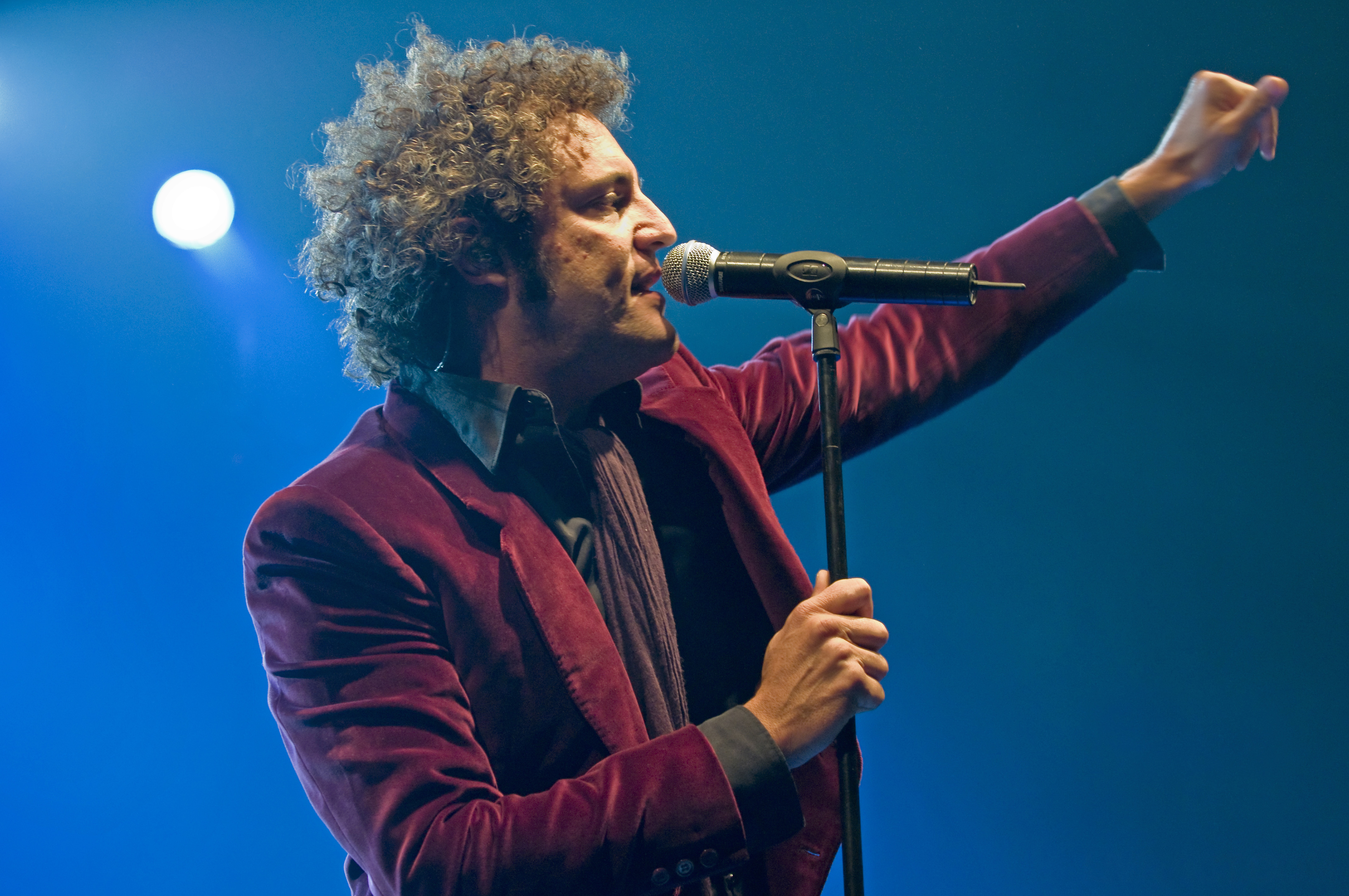
Carlos Tarque, en concert.

Le groupe est formé à Murcie en mars 1993, par Carlos Tarque, Santiago Campillo, Juan Antonio Otero, Pascual Saura et Íñigo Uribe. Plus tard, ils recrutent Ricardo Ruipérez. Les deux (Ricardo et Carlos) Les deux (Ricardo et Carlos) s'étaient connus pendant le service militaire obligatoire et, ensemble, formeront plus tard Murciálagos, puis Murciélagos Clan, qui deviendra finalement M Clan. Ils commencent en jouant des concerts et en enregistrant quelques démos desquelles ils sortent un mini-EP publié par Subterfuge, bien qu'ils préfèrent jouer en direct.
Leur style musical évolue du rock, influencé du sud de ses deux premiers albums (Un buen momento et Coliseum) à des sons plus commerciaux, peut-être depuis la sortie du single Llamando a la Tierra (reprise en espagnol de la chanson Serenade du Steve Miller Band) sur son album Usar et tirar). Les différences sont notables tout au long des albums, atteignant une approche vers la soul et le blues en 2010 avec Para no ver el final.
En 1995, ils signent un contrat avec le label Discos Radiactivos Organizados (DRO), et le fruit de cette association voyage à Memphis, aux États-Unis, pour enregistrer l'enregistrement de premier album, qui sera intitulé Un buen momento, sorti la même année. Cependant, ce premier album ne se vend pas aussi bien qu'escompté. Leur deuxième album, Coliseum, est publié deux ans plus tard ; qui n'est, comme pour son prédécesseur, pas un succès commercial, mais qui reçoit des critiques très positives. À cette période, ils effectuent deux tournées, durant lesquelles ils jouent avec des artistes reconnus localement et à l'international.
Beaucoup plus tard, sort leur huitième album, Memorias de un espantapájaros, le 19 février 2008. Il comprend comme premier single Roto por dentro. En outre, ils avaient déjà joué certaines de leurs chansons, telles Pasos de equilibrista, Inmigrante et Las Calles están ardiendo, à la fin de leur tournée. Il est le premier album produit par Carlos Raya pour M Clan.
En 2010, ils reviennent avec l'album Para no ver el final, le 21 septembre, également produit par Carlos Raya, mais cette fois avec Carlos Tarque et Ricardo Ruipérez, sans le reste de la formation habituelle. Pascual Saura avait préféré quitter le groupe en raison de son état de santé, avant l'enregistrement de l'album ; il décède le 16 décembre 2010 d'une crise cardiaque. Dans cet album, avec Tarque et Ruipérez, Coki Giménez endosse la batterie et Iván González la basse. Le premier single, Me voy a dejar llevar.
Avec une formation très similaire, ils publient leur prochain album, Arenas movedizas, le 6 novembre 2012, après une longue tournée qui les emmène en Amérique du Sud et qui se finit au printemps la même année,. Quelques semaines après la sortie de ce huitième album studio, ils commencent une nouvelle tournée pour présenter les nouvelles chansons - dont le premier single est Escucha mi voz, sorti le 9 octobre.
Le 22 juillet 2016, ils font à travers un nouveau clip vidéo, La Esperanza, que leur prochain album s'intitulera Deltan et qu'il sera publié le 30 septembre 2016. Ils se joignent également à des concerts lors d'une nouvelle tournée à travers l'Espagne, à partir de novembre 2016 en soutien à Delta.

## Membres

### Membres actuels
- Carlos Tarque - chant, percussions, harmonica (depuis 1992)
- Ricardo Ruipérez - guitare (depuis 1992)

### Anciens membres
- Santi Campillo - guitare solo (1992-2001)
- Juan Antonio Otero (Oti) - batterie (1992-2010)
- Pascual Saura - basse (1992-2010)
- Luis Prado - claviers (1999-2004, 2014)
- Íñigo Uribe - claviers (1992-1999)
- Alejandro Climent (Boli) - claviers (2004-2012)
- Carlos Raya - guitare solo (2001-2006)
- Coki Giménez - batterie (2010-2016)

## Discographie

### Albums studio
- 1995 : Un buen momento
- 1997 : Coliseum
- 1999 : Usar y tirar
- 2002 : Defectos personales
- 2004 : Sopa fría
- 2008 : Memorias de un espantapájaros
- 2010 : Para no ver el final
- 2000 : Arenas movedizas
- 2016 : Delta

### Albums live
- 2001 : Sin enchufe
- 2014 : Dos noches en el Price

### Compilation
- 2006 : Retrovisión